# Polom (Sulkovec)
Polom (německy Polom) je malá vesnice, část obce Sulkovec v okrese Žďár nad Sázavou. Nachází se asi 1,5 km na jih od Sulkovce. V roce 2009 zde bylo evidováno 41 adres. V roce 2001 zde trvale žilo 61 obyvatel.
Polom leží v katastrálním území Polom u Sulkovce o rozloze 4,21 km2.

## Historie
První písemná zmínka o obci pochází z roku 1348.

## Pamětihodnosti
- Venkovská usedlost čp. 14
- Venkovský dům čp. 24